# 金定陵
定陵，是中国金朝开国皇帝金太祖的祖父烏骨廼的陵墓。
烏骨廼在1074年去世，金熙宗即位后，天会十四年（1136年），追尊高祖父烏骨廼谥号为惠桓皇帝，庙号景祖。皇统四年（1144年），称烏骨廼在金上京（今黑龙江省阿城市白城子）附近的墓葬地为定陵。正隆元年（1156年）十月，完颜亮将高祖父烏骨廼改葬于大房山（今北京市房山区），陵号依然是定陵。明朝末年，因为后金反明，被明朝政府破坏。